# ایتالوا
ایتالوا (به پرتغالی: Italva) یک منطقهٔ مسکونی در برزیل است که در ریو دو ژانیرو واقع شده‌است. ایتالوا ۲۹۶٫۱۷۴ کیلومتر مربع مساحت و ۱۵٬۲۹۹ نفر جمعیت دارد و ۳۶ متر بالاتر از سطح دریا واقع شده‌است.